# Tourbière de l'étang du Bourdeau
Tourbière de l'étang du Bourdeau este o arie protejată (sit de importanță comunitară — SCI) din Franța întinsă pe o suprafață de 39 ha, integral pe uscat.

## Localizare
Centrul sitului Tourbière de l'étang du Bourdeau este situat la coordonatele 45°55′28″N 1°49′55″E / 45.92444°N 1.83194°E.

## Înființare
Situl Tourbière de l'étang du Bourdeau a fost declarat arie specială de conservare în baza directivei 92/43 din 1992 referitoare la conservarea habitatelor naturale și a faunei și florei sălbatice pentru a proteja 1 specie de animale.

## Biodiversitate
Situată în ecoregiunea continentală, aria protejată conține 12 habitate naturale: Pajiști umede nord-atlantice cu Erica tetralix, Păduri de fag acidofile atlantice, cu subarboret de Ilex și, uneori, de asemenea, Taxus, la nivelul arbuștilor (Quercion robori-petraeae sau Ilici-Fagenion), Formațiuni ierboase bogate în specii de Nardus, dezvoltate pe substraturi silicioase în zone montane (și în zone submontane, în Europa continentală), Ape oligotrofe din câmpii nisipoase, cu un conținut foarte redus de minerale (Littorelletalia uniflorae), Pajiști cu Molinia pe soluri calcaroase, turboase sau argilos-nămoloase (Molinion caeruleae), Mlaștini oligotrofe degradate, capabile încă de regenerare naturală, Pajiști uscate europene, Mlaștini turboase de tranziție și turbării mișcătoare, Mlaștini împădurite, Fânețe de joasă altitudine (Alopecurus pratensis, Sanguisorba officinalis), Cursuri de apă de la nivel de câmpie la nivel montan, cu vegetație Ranunculion fluitantis și Callitricho-Batrachion, Turbării active.
La baza desemnării sitului se află o specie protejată de  mamifere: vidră de râu (Lutra lutra).
Pe lângă speciile protejate, pe teritoriul sitului au mai fost identificate 4 specii de plante, 4 specii de nevertebrate.